# 大成駅
大成駅（たいせいえき）は、北海道河西郡芽室町東芽室南2線にある北海道旅客鉄道（JR北海道）根室本線の駅である。電報略号はタセ。駅番号はK28。

## 歴史
北海道芽室高等学校通学の為の新設駅として設置されたという経緯により開業からしばらくは登下校の時間帯しか列車が止まらなかったが、芽室高校生徒会からの増発の働きかけがなされたこともあり、2007年10月1日のダイヤ改正で10時台に新得方面の列車1本が停車拡大、2008年3月15日のダイヤ改正で18時台に帯広方面の列車1本が停車拡大された。さらに2020年3月14日のダイヤ改正にて、普通列車（快速列車は除く）の全列車が当駅に停車するようになった。
- 1986年（昭和61年）11月1日：日本国有鉄道の大成臨時乗降場として開業[1][3][6][7]。旅客のみ取扱い[1]。開業当時から無人駅であった[2]。
- 1987年（昭和62年）4月1日：国鉄分割民営化によりJR北海道に継承。同時に駅に昇格[7]。
- 2004年（平成16年）4月：ホームを延伸し、定期列車のドアカットを廃止[8]。

### 駅名の由来
開業前の仮称は「東芽室」であったが、近くに前述の芽室高校があり「通学が主体であることから、駅の発展と通学生の将来を合わせて」命名したとされる。なお、付近の美生川に「大成橋」という橋が架かっている。

## 駅構造
単式1面1線ホームの地上駅。帯広駅管理の無人駅である。

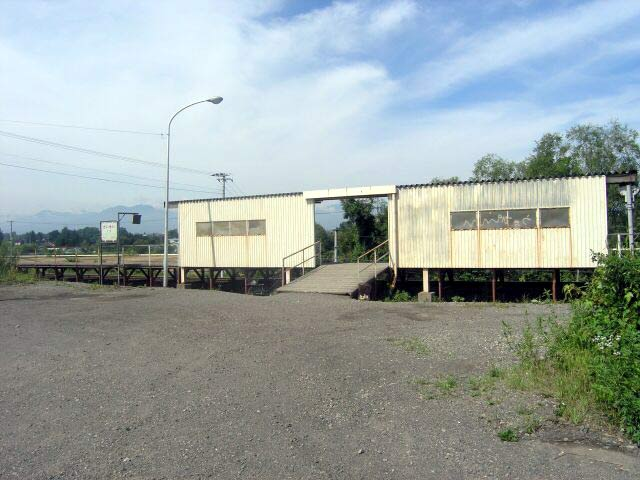
東めむろコミュニティスペース整備前の駅全景（2004年8月）
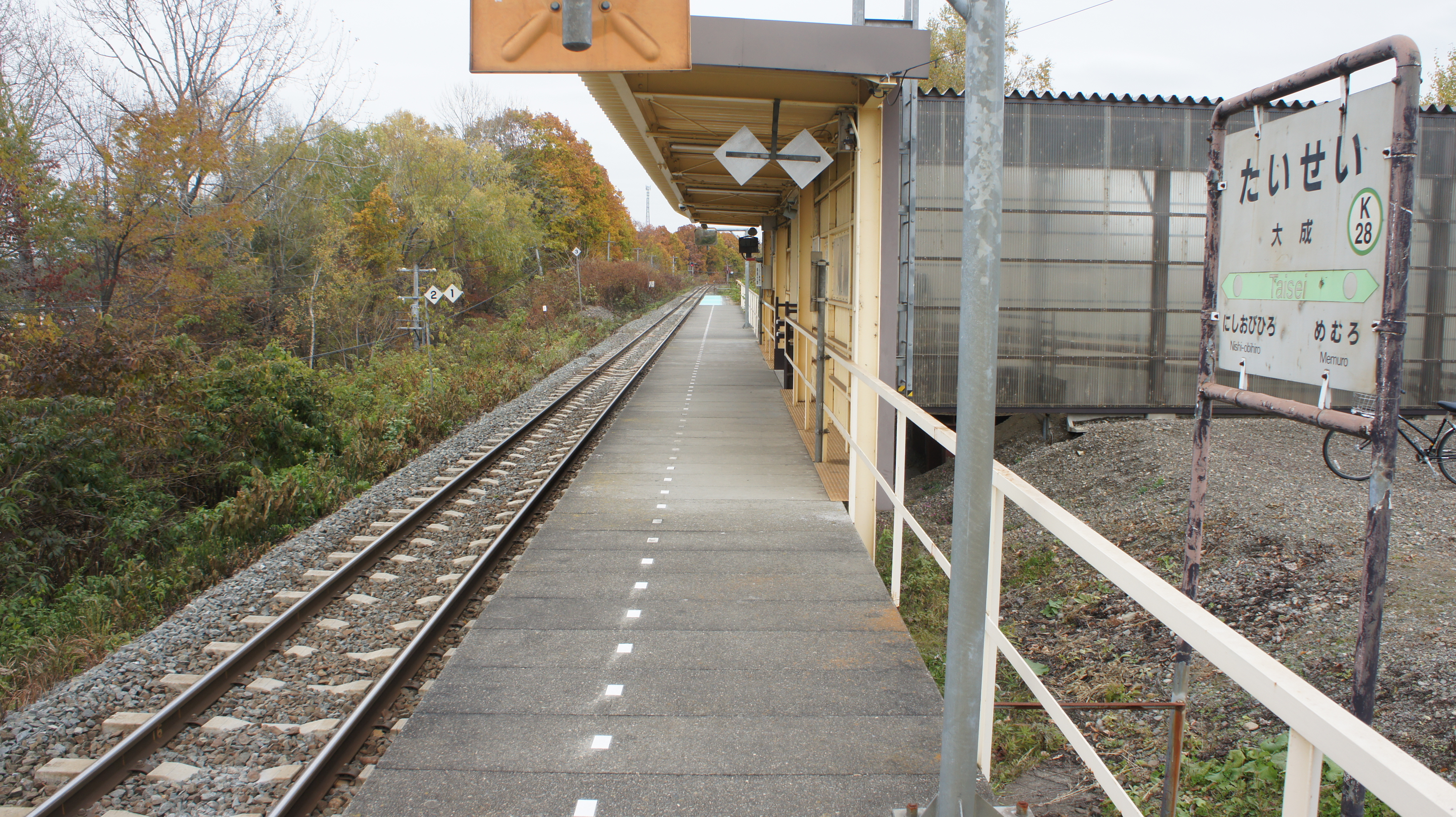
ホーム（2017年10月）

## 利用状況
1日の平均乗降人員は以下の通りである。
| 乗降人員推移 | 乗降人員推移 |
| 年度         | 1日平均人数  |
| ------------ | ------------ |
| 2011         | 432          |
| 2012         | 436          |
| 2013         | 442          |
| 2014         | 444          |

## 駅周辺
- 国道38号
- 北海道芽室高等学校
- 日本甜菜製糖芽室製糖所
- 十勝バス「芽室高校前」停留所
- 芽室町コミュニティバス「大成駅前」停留所

## 隣の駅
北海道旅客鉄道（JR北海道）
■根室本線
芽室駅 (K27) - 大成駅 (K28) - 西帯広駅 (K29)